# Jankovits Gyula
Jankovits Gyula (Pest, 1865. április 9. – Pomáz, 1932. december 23.) szobrász.

## Pályafutása
Tanulmányait az Iparrajziskolában, majd Iparművészeti Iskolában kezdte, s Münchenben és Bécsben folytatta ösztöndíjjal. Ismertségre a Libatolvaj című szobrával tett szert. Alkotásai emlékművek, egyházi szobrok, épületplasztikai munkák az Országházon, síremlékek a Kerepesi úti temetőben. Nevezetesebb munkái: a budai Szent Gellért-szobor (1902), Asztrik apát szobra Pannonhalmán, Jókai Mór mellszobra a Svábhegyen (1905), Szarvas Gábor, Salamon Ferenc mellszobrai Budapesten, II. Rákóczi Ferenc szobra Zomborban (1919 után eltűnt), első világháborús katonaszobor Békásmegyeren (1929).